# Єрмаков Харлампій Васильович
Харлампій Васильович Єрмаков (рос. Харла́мпий Васи́льевич Ермако́в)  (7 лютого 1891, хутір Антипов станиці Вешенської Області Війська Донського (нині Шолоховського району Ростовської області) — 17 червня 1927, Міллерово Північнокавказького краю (нині Ростовська область) — комдив 1 повстанської дивізії в Вешенському повстанні, повний Георгіївський кавалер. Вважається одним із прототипів Григорія Мелехова у романі М. А. Шолохова «Тихий Дон» і одночасно є одним з другорядних персонажів роману під власним ім'ям.

## Біографія
Народився на хуторі Антипове станиці Вешенської Області Війська Донського, в сім'ї донського козака. У віці двох років був відданий на виховання в сім'ю родичів Архипа Герасимовича і Катерини Іванівни Солдатових, що жили на хуторі Базки тієї ж станиці. Причиною такого рішення була втрата його батьком працездатності через втрату кисті правої руки. Освіту здобув вешенська станиця двокласної приходській школі. У віці 19 років одружився з козачкою Парасці Іллівні. В 1911 році у них народилася дочка Пелагея, і у 1913-му син Йосип.
У січні 1913 року був призваний на дійсну службу в Донський 12-й козачий полк. 25 квітня 1914 року закінчив навчальну команду і був призначений взводним урядником. З початком Першої світової війни виявляється на Південно-Західному фронті, де воює до осені 1916 року. Потім потрапляє на Румунський фронт. За 2,5 року війни був нагороджений чотирма Георгіївськими хрестами і чотирма Георгіївськими медалями. Двічі був поранений. Перший раз — 21 вересня 1915 року під Ковелем; і до 26 листопада лікувався в госпіталі міста Сарни. 20 листопада 1916-го був поранений у Румунії, в бою за висоту 1467. Після цього поранення був направлений на лікування в Ростовський госпіталь. Для лікування, 25 січня 1917 року, отримав двомісячну відпустку для поправки здоров'я і повернувся в рідний хутір. Потім — у зв'язку із закінченням чотирирічного терміну дійсної служби — отримує тримісячний «пільговий» відпустка.

## У період революції
У травні 1917 року земляки обирають Харлампія Єрмакова (до цього часу він мав звання урядника) депутатом від Вешенської станиці на Великий Військовий круг, обрав отамана Каледіна. У червні був знову мобілізований в армію, у 2 Донський козачий запасний полк, що розташовувався в станиці Кам'янської. Від свого полку він обирається в Обласний військовий комітет — орган самоврядування військових частин, утворений 14 липня 1917 р. на обласному з'їзді представників піхотних і козацьких частин у Новочеркаське. Влітку закінчує загальноосвітні курси при Новочеркаському юнкерському училищі.
З початком Громадянської війни на Дону підтримав Донський Військово-революційний комітет під проводом Ф. Подтелковым та Н. М. Голубєвим. Воював проти загону Чернецова, під станцією Відважна був поранений і в кінці січня 1918 року знову повернувся додому. На Дону встановлюється Радянська влада і Єрмакова обирають головою Вешенського станичного Ради. Цю посаду він займає до початку антибольшевистського повстання в Верхньо-Донському окрузі, що стався 16—20 квітня. Пізніше донська друк називала його одним з організаторів перевороту. За участь у цьому повстанні він отримує звання підхорунжого. З відновленням отаманського правління Х. Єрмаков обирається отаманом Вешенської станиці. Проте, служба у червоних викликає до неї недовіру і на проведеному 14 травня станичному зборі його переобирають другим помічником отамана.
Влітку і восени 1918 року Х. Єрмаков в посаді командира взводу 1-го Вешенського полку Донської армії воює проти Червоної армії на Царицынському й Балашовському напрямках. Коли в кінці грудня, втомлені від війни і розпропаговані червоними, козаки кинули фронт, він повернувся додому. Місяць потому, виконуючи приписи циркулярного листа Оргбюро ЦК РКП(б) «расказачивании» від 24 січня 1919 року Червона армія розпочала терор на Верхньому Дону. 25 лютого (с. ст.) спалахнуло Верхньо-Донське повстання в станиці Казанської. 26 лютого повсталими була звільнена Мигулинська, а 27 — станиці Вешенської. У той же день хорунжий Х. Єрмаков починає формування повстанського загону правобережних хуторів. Два дні потому загін Єрмакова виступає на сторінку Каргинську, де розбиває каральний загін Лихачова і захоплює артилерійські склади червоних.
5 березня старики хутора Базки вручають йому командування Базковской сотнею. Ще декілька днів потому командувач повстанськими військами П. Кудінов призначає його командиром 1-ї Верхньо-Донської дивізії замість осавула Алфьорова. 3 місяці дивізія Єрмакова успішно бореться на південній ділянці повстанського фронту проти частин 9-ї армії Південного фронту РСЧА, яка наступала на Новочеркаськ. У травні, під тиском нових підкріплень противника, повстанці відступають на лівий берег Дону. Але вже 25 травня кінна група генерала Секретева прориває оборону 15-ї стрілецької дивізії Червоної армії у станиці Казанської і з'єднується з повстанською армією. Червона армія залишає Верхньо-Донський округ.
Після з'єднання з Донський армією повстанська армія поступово розформовується, повстанських командирів змінюють кадрові офіцери Донський армії. Х. Єрмаков залишається на колишній посаді довше інших. Він командує 1-ю Верхньо-Донський дивізією (перейменованої в 1-шу Верхньо-Донську бригаду) до 1 (14) липня. В цей день бригада Єрмакова вливається в 5 кінну бригаду. Сам Єрмаков отримує посаду командира сотні 20-го Вешенського полку. Через деякий час Х. Єрмаков призначається офіцером для доручень у штабі групи Семилетова. Офіцер Євген Ковальов, який влітку 1919 року служив разом з Єрмаковим Донський армії, згодом знайшов разючу подібність між Єрмаковим і Григорієм, щодо їх зовнішності та хоробрості, і написав статтю «Харлампій Єрмаков — герой „Тихого Дону“».
У серпні 1919 року Єрмаков отримує поранення під станицею Филоновской. У жовтні, після повернення з госпіталю, призначається помічником командира полку по господарській частині. У грудні отаманом А. П. Богаевским проводиться в сотникі, в січні — під'єсаули, в лютому — в осавули, і переводиться на посаду помічника командира полку по стройовій частині.

У кінці лютого Донська армія відступила на Кубань. 3 березня (с. ст.), під станицею Георгія-Афипской, Х. Єрмаков разом зі своєю частиною здався в полон переважаючим силам червоно-зелених, 15 березня перейшов у Червону армію. Отримав під своє командування 3-й окремий кав. полк 1-ї Кінної армії, сформований із перейшли в Червону армію козаків. Командував ним на Польському фронті. Потім був призначений командиром полку 82 і спрямований на Врангелевский фронт. Після взяття Криму Єрмакова направляють на Дон для боротьби з «бандами» Махна, Попова і Андреянова. У середині 1921 року призначають начальником школи «краскомов» 14-й кав. дивізії в Майкопе. Був нагороджений шаблею та іменними годинниками. М. А. Шолохов писав у 1974 році літературознавцю К. І. Прийме: 
|  | Тів. Будьонний пам'ятав його з 1-ї Кінної армії і відгукувався про нього як про відмінний рубаці, що дорівнює по силі удару шаблею Оці Городовикову. |

У січні 1923 року Х. Єрмаков був звільнений з армії у безстрокову відпустку «як колишній білий». Місяць потому повернувся додому. А вже 23 лютого 1923 року був заарештований органами ГПУ. Єрмакова звинуватили в організації Вешенського повстання в 1919 році статті 58 КПК. Слідство тривало майже півтора року, однак, довести його винність не зміг: більшість свідків показали на слідстві, що Єрмаков був насильно мобілізований у повстанську армію П. Кудиновым та іншими ватажками повстання; згадали, як він рятував полонених червоноармійців від розстрілу. Станичники склали колективне клопотання на його захист. Завдяки цьому 19 липня 1924 року Єрмаков був звільнений під поручительство. Слідство тривало ще 10 місяців, і, може бути, тривало б довше, але в квітні відбувся пленум ЦК РКП(б), який ухвалив рішення про часткову реабілітацію козацтва. В результаті, 15 травня 1925 року виїзна сесія Північно-Кавказького суду р. Міллерово визначила припинити справу «доцільності».
Після звільнення Єрмаков служить в станичном Раді і кооперації. У ці роки часто буває в гостях у жили в Каргинській батьків М. А. Шолохова, який заводить з ним знайомство. В останньому слідчій справі Єрмакова зберігся лист до нього Шолохова від 6 квітня 1926 року, в якому молодий письменник просить повідомити йому деякі відомості про Верхньо-Донському повстанні 1919 року. Згодом багато деталей біографії Х. Єрмакова були використані Шолоховим для біографії Григорія Мелехова.
20 січня 1927 року Єрмаков знову був заарештований. На цей раз слідство знайшло свідків, які стверджували, що він добровільно прийняв командування повстанцями, особисто брав участь у розстрілі червоноармійців, і в даний час веде антирадянську агітацію. 6 червня 1927 року судова колегія ОГПУ, розглянувши справу в позасудовому порядку за статтями 58/11 і 58/18 КК, постановила: Єрмакова Харлампія Васильовича «розстріляти». 17 червня вирок був приведений у виконання.
18 серпня 1989 року постановою президії Київського обласного суду Х. В. Єрмаков був реабілітований «за відсутністю складу злочину».

## Нагороди
Георгіївські хрести та медалі всіх чотирьох ступенів.

## Увічнення пам'яті
У 1980 році робочий Горьковського автозаводу І. А. Калеганов недалеко від хутора Калінінський встановив пам'ятник Харлампию Єрмакову. Його незабаром прибрали, але за нього заступився М. А. Шолохов і пам'ятник передали дочки Єрмакова. Зараз він зберігається в Державному музеї-заповіднику М. А. Шолохова в станиці Вешенській. Іменем Х. В. Єрмакова названо провулок в станиці Базковской.